# Cicurina troglodytes
Espèce
Cicurina troglodytes est une espèce d'araignées aranéomorphes de la famille des Cicurinidae.

## Distribution
Cette espèce est endémique du Japon. Elle se rencontre sur le Futago-yama dans les grottes Gyoja-ana et Daiichi-komori-ana.

## Description
La femelle holotype mesure 3,5 mm.

## Systématique et taxinomie
Cette espèce a été décrite par Yaginuma en 1972.

## Publication originale
- Yaginuma, 1972 : « The fauna of the lava caves around Mt. Fuji-san IX. Araneae (Arachnida). » Bulletin of the National Museum of Nature and Science, vol. 15, p. 267-334.